# 1204.
◄ | 12. stoljeće | 13. stoljeće | 14. stoljeće | ►
◄ | 1170-ih | 1180-ih | 1190-ih | 1200-ih | 1210-ih | 1220-ih | 1230-ih | ►
◄◄ | ◄ | 1201. | 1202. | 1203. | 1204. | 1205. | 1206. | 1207. | ► | ►►
Arhitektura • Astronomija • Glazba • Knjige • Književnost • Kršćanstvo • Medicina • Pravo • Promet • Znanost

## Događaji
- 13. travnja – Vojska četvrtog križarskog pohoda je zauzela Carigrad. Zbog pohlepe opljačkala glavni grad Istočnog rimskog carstva Konstantinopol (Carigrad). Uništili su carsku knjižnicu. Napadači su ubili 2000 Grka i odnijeli umjetničke i ostale vrijedne predmete u Mletke zaboravivši pritom glavni i jedini cilj pohoda – oslobađanje Jeruzalema od muslimanske vladavine. Padom Carigrada je Niceja postala bizantski glavni grad, gdje se preselio i patrijarh.
- 13. travnja – Padom Carigrada je osnovano Nicejsko Carstvo, prvi car je Teodor I. Laskaris. Službeno je proglašeno dvije godine poslije.
- 26. kolovoza Hrvatsko-ugarski kralj Emerik dao okruniti svog sina Ladislava III. za hrvatskog kralja.
- Završio Četvrti križarski rat.
- Proglašeno Trapezuntsko Carstvo.
- Pretpostavljeni kraj vladavine bana Kulina Bosnom.
- Engleski kraljevi gube vojvodstva u Normandiji.

## Smrti
- 11. kolovoza – Guttorm, norveški kralj
- 13. prosinca – Majmonid, židovski filozof (* 1135.)
- ban Kulin, bosanski kralj

## Vanjske poveznice
|  | Zajednički poslužitelj ima još gradiva o temi 1204. |